# Campionato europeo di calcio a 5 Under-21 2008
La fase finale del campionato europeo di calcio a 5 Under-21 2008 (en. 2008 UEFA Under-21 Futsal Tournament) si è svolto a San Pietroburgo dall'8 dicembre al 14 dicembre e ha visto impegnate otto formazioni nazionali Under-21 di Calcio a 5 del continente europeo.
Si tratta della prima manifestazione continentale per formazioni di calcio a 5 Under-21; nei gironi di qualificazione svoltisi tra il 7 aprile e il 13 aprile 2008 si sono confermate anche a livello giovanile due delle tre realtà più forti d'Europa come Spagna e Italia (la Russia è paese ospitante). A loro si sono aggiunte Ucraina, Paesi Bassi, Croazia e la selezione del Kazakistan che partecipa ai tornei europei solo dal 2003: prima afferiva alla confederazione asiatica.

## Qualificazioni

### Gruppo 1
Lasko (Slovenia)
| Squadra  | Pti | G | V | N | P | GF | GS |
| -------- | --- | - | - | - | - | -- | -- |
| Slovenia | 9   | 3 | 3 | 0 | 0 | 21 | 3  |
| Belgio   | 6   | 3 | 2 | 0 | 1 | 17 | 6  |
| Georgia  | 3   | 3 | 1 | 0 | 2 | 8  | 17 |
| Bulgaria | 0   | 3 | 0 | 0 | 3 | 4  | 24 |

| Belgio   | 7-0  | Bulgaria |
| Slovenia | 5-1  | Georgia  |
| Georgia  | 2-8  | Belgio   |
| Slovenia | 12-0 | Bulgaria |
| Bulgaria | 4-5  | Georgia  |
| Belgio   | 2-4  | Slovenia |

### Gruppo 2
Krosno  (Polonia)
| Squadra  | Pti | G | V | N | P | GF | GS |
| -------- | --- | - | - | - | - | -- | -- |
| Ucraina  | 9   | 3 | 3 | 0 | 0 | 15 | 2  |
| Polonia  | 6   | 3 | 2 | 0 | 1 | 11 | 10 |
| Romania  | 3   | 3 | 1 | 0 | 2 | 8  | 10 |
| Lituania | 0   | 3 | 0 | 0 | 3 | 6  | 18 |

| Ucraina  | 4-1 | Romania  |
| Polonia  | 7-3 | Lituania |
| Lituania | 1-6 | Ucraina  |
| Polonia  | 4-2 | Romania  |
| Romania  | 5-2 | Lituania |
| Ucraina  | 5-0 | Polonia  |

### Gruppo 3
Madrid (Spagna)
| Squadra    | Pti | G | V | N | P | GF | GS |
| ---------- | --- | - | - | - | - | -- | -- |
| Spagna     | 9   | 3 | 3 | 0 | 0 | 25 | 0  |
| Slovacchia | 6   | 3 | 2 | 0 | 1 | 19 | 11 |
| Grecia     | 3   | 3 | 1 | 0 | 2 | 7  | 20 |
| Svizzera   | 0   | 3 | 0 | 0 | 3 | 4  | 24 |

| Slovacchia | 7-1  | Svizzera   |
| Spagna     | 5-0  | Grecia     |
| Grecia     | 2-12 | Slovacchia |
| Spagna     | 12-0 | Svizzera   |
| Svizzera   | 3-5  | Grecia     |
| Slovacchia | 0-8  | Spagna     |

### Gruppo 4
Andorra la Vella (Andorra)
| Squadra     | Pti | G | V | N | P | GF | GS |
| ----------- | --- | - | - | - | - | -- | -- |
| Paesi Bassi | 9   | 3 | 3 | 0 | 0 | 22 | 5  |
| Azerbaigian | 3   | 3 | 1 | 0 | 2 | 9  | 14 |
| Irlanda     | 3   | 3 | 1 | 0 | 2 | 7  | 11 |
| Andorra     | 3   | 3 | 1 | 0 | 2 | 5  | 13 |

| Paesi Bassi | 6-2 | Irlanda     |
| Andorra     | 2-4 | Azerbaigian |
| Azerbaigian | 2-8 | Paesi Bassi |
| Andorra     | 2-1 | Irlanda     |
| Irlanda     | 4-3 | Azerbaigian |
| Paesi Bassi | 8-1 | Andorra     |

### Gruppo 5
Mór (Ungheria)
| Squadra     | Pti | G | V | N | P | GF | GS |
| ----------- | --- | - | - | - | - | -- | -- |
| Kazakistan  | 9   | 3 | 3 | 0 | 0 | 14 | 8  |
| Bielorussia | 3   | 3 | 1 | 0 | 2 | 8  | 5  |
| Ungheria    | 3   | 3 | 1 | 0 | 2 | 6  | 11 |
| Lettonia    | 3   | 3 | 1 | 0 | 2 | 9  | 13 |

| Bielorussia | 1-4 | Kazakistan  |
| Ungheria    | 4-3 | Lettonia    |
| Lettonia    | 1-3 | Bielorussia |
| Ungheria    | 2-4 | Kazakistan  |
| Kazakistan  | 6-5 | Lettonia    |
| Bielorussia | 4-0 | Ungheria    |

### Gruppo 6
Martina Franca (Italia)
| Squadra  | Pti | G | V | N | P | GF | GS |
| -------- | --- | - | - | - | - | -- | -- |
| Italia   | 9   | 3 | 3 | 0 | 0 | 25 | 0  |
| Francia  | 6   | 3 | 2 | 0 | 1 | 12 | 9  |
| Turchia  | 1   | 3 | 0 | 1 | 2 | 1  | 11 |
| Moldavia | 1   | 3 | 0 | 1 | 2 | 0  | 18 |

| Moldavia | 0-0  | Turchia  |
| Italia   | 8-0  | Francia  |
| Francia  | 6-0  | Moldavia |
| Italia   | 5-0  | Turchia  |
| Turchia  | 1-6  | Francia  |
| Moldavia | 0-12 | Italia   |

### Gruppo 7
Strumica (Macedonia)
| Squadra   | Pti | G | V | N | P | GF | GS |
| --------- | --- | - | - | - | - | -- | -- |
| Croazia   | 7   | 3 | 2 | 1 | 0 | 19 | 4  |
| Rep. Ceca | 7   | 3 | 2 | 1 | 0 | 17 | 8  |
| Macedonia | 3   | 3 | 1 | 0 | 2 | 7  | 12 |
| Armenia   | 0   | 3 | 0 | 0 | 3 | 3  | 22 |

| Rep. Ceca | 6-2  | Armenia   |
| Macedonia | 1-3  | Croazia   |
| Croazia   | 2-2  | Rep. Ceca |
| Macedonia | 2-0  | Armenia   |
| Armenia   | 1-14 | Croazia   |
| Rep. Ceca | 9-4  | Macedonia |

## Fase finale
La fase finale si è tenuta a San Pietroburgo dall'8 al 14 dicembre, l'approdo alle semifinali è stato ad appannaggio delle quattro nazionali che da anni dominano la scena anche delle nazionali maggiori: Russia ospitante, Italia, Spagna ed Ucraina. Nelle due semifinali i gol di Prudnikov (Russia) e Bordignon (Italia) decidono le due gare con minimo scarto (1-0). La finale di domenica 14 dicembre incorona i padroni di casa dopo una gara intensa terminata solo ai tempi supplementari e decisa ancora da Dmitri Prudnikov.

### Fase a gironi

#### Girone A
| Pos. | Squadra  | Pt | G | V | N | P | GF | GS | DR |
| ---- | -------- | -- | - | - | - | - | -- | -- | -- |
| 1.   | Russia   | 5  | 3 | 1 | 2 | 0 | 9  | 8  | +1 |
| 2.   | Italia   | 5  | 3 | 1 | 2 | 0 | 6  | 5  | +1 |
| 3.   | Slovenia | 2  | 3 | 0 | 2 | 1 | 9  | 10 | -1 |
| 4.   | Croazia  | 2  | 3 | 0 | 2 | 1 | 8  | 9  | -1 |

| San Pietroburgo 8 dicembre 2008, ore 15:00 UTC+3                    | Italia    | 2 – 2 (1-1) referto         | Slovenia | Yubileyny Sports Palace |
| Fantecele 7'44'’ Lima 28'25'’ Marcatori 6'16'’ Pantič 26'30'’ Rosič |           |                             |          |                         |
|                                                                     |           |                             |          |                         |
| Fantecele 7'44'’ Lima 28'25'’                                       | Marcatori | 6'16'’ Pantič 26'30'’ Rosič |          |                         |

| San Pietroburgo 8 dicembre 2008, ore 19:00 UTC+3                                           | Russia    | 3 – 3 (1-1) referto                        | Croazia | Yubileyny Sports Palace |
| Pogorelov 08'36'’ , 34'38'’ , 39'58'’ Marcatori 18'11'’ Repinc 26'25'’ Lučić 33'49'’ Babić |           |                                            |         |                         |
|                                                                                            |           |                                            |         |                         |
| Pogorelov 08'36'’, 34'38'’, 39'58'’                                                        | Marcatori | 18'11'’ Repinc 26'25'’ Lučić 33'49'’ Babić |         |                         |

| San Pietroburgo 9 dicembre 2008, ore 15:00 UTC+3         | Croazia   | 1 – 2 (1-1) referto           | Italia | Yubileyny Sports Palace |
| Marinović 6'28'’ Marcatori 10'03'’ Lima 35'32'’ Follador |           |                               |        |                         |
|                                                          |           |                               |        |                         |
| Marinović 6'28'’                                         | Marcatori | 10'03'’ Lima 35'32'’ Follador |        |                         |

| San Pietroburgo 9 dicembre 2008, ore 19:00 UTC+3                                                                        | Russia    | 4 – 3 (2-1) referto                        | Slovenia | Yubileyny Sports Palace |
| Lyskov 3'44'’ Milovanov 14'57'’ Prudnikov 36'15'’ Gončarov 39'57'’ Marcatori 11'19'’ Račič 24'59'’ Mordej 27'57'’ Čujec |           |                                            |          |                         |
| |           |                                            |          |                         |
| Lyskov 3'44'’ Milovanov 14'57'’ Prudnikov 36'15'’ Gončarov 39'57'’                                                      | Marcatori | 11'19'’ Račič 24'59'’ Mordej 27'57'’ Čujec |          |                         |

| San Pietroburgo 11 dicembre 2008, ore 19:00 UTC+3                        | Italia    | 2 – 2 (1-2) referto             | Russia | Yubileyny Sports Palace |
| Fantecele 10'55'’ Lima 22'22'’ Marcatori 2'41'’ Lyskov 19'21'’ Prudnikov |           |                                 |        |                         |
|                                                                          |           |                                 |        |                         |
| Fantecele 10'55'’ Lima 22'22'’                                           | Marcatori | 2'41'’ Lyskov 19'21'’ Prudnikov |        |                         |

| San Pietroburgo 11 dicembre 2008, ore 19:00 UTC+3                                                                                 | Slovenia  | 4 – 4 (1-1) referto                                         | Croazia | Yubileyny Sports Palace |
| Račič 16'33'’ Fratina 31'37'’ Čujec 38'12'’ Mordej 39'47'’ Marcatori 15'44'’ , 29'47'’ Marinović 33'54'’ Bugarija 35'22'’ Luketin |           |                                                             |         |                         |
| |           |                                                             |         |                         |
| Račič 16'33'’ Fratina 31'37'’ Čujec 38'12'’ Mordej 39'47'’                                                                        | Marcatori | 15'44'’, 29'47'’ Marinović 33'54'’ Bugarija 35'22'’ Luketin |         |                         |

#### Girone B
| Pos. | Squadra     | Pt | G | V | N | P | GF | GS | DR  |
| ---- | ----------- | -- | - | - | - | - | -- | -- | --- |
| 1.   | Spagna      | 9  | 3 | 3 | 0 | 0 | 11 | 2  | +9  |
| 2.   | Ucraina     | 6  | 3 | 2 | 0 | 1 | 7  | 4  | +3  |
| 3.   | Paesi Bassi | 3  | 3 | 1 | 0 | 2 | 9  | 9  | 0   |
| 4.   | Kazakistan  | 0  | 3 | 0 | 0 | 3 | 1  | 13 | -12 |

| San Pietroburgo 8 dicembre 2008, ore 13:00 UTC+3               | Spagna    | 4 – 0 (2-0) referto | Kazakistan | Yubileyny Sports Palace |
| Barroso 11'31'’ Pola 13'05'’ , 38'33'’ Casañ 29'33'’ Marcatori |           |                     |            |                         |
|                                                                |           |                     |            |                         |
| Barroso 11'31'’ Pola 13'05'’, 38'33'’ Casañ 29'33'’            | Marcatori |                     |            |                         |

| San Pietroburgo 8 dicembre 2008, ore 17:00 UTC+3                          | Ucraina   | 3 – 2 (1-1) referto     | Paesi Bassi | Yubileyny Sports Palace |
| Kločko 11'04'’ Žurba 25'29'’ , 36'15'’ Marcatori 8'44'’ , 28'32'’ Attaibi |           |                         |             |                         |
|                                                                           |           |                         |             |                         |
| Kločko 11'04'’ Žurba 25'29'’, 36'15'’                                     | Marcatori | 8'44'’, 28'32'’ Attaibi |             |                         |

| San Pietroburgo 9 dicembre 2008, ore 13:00 UTC+3                                                   | Paesi Bassi | 1 – 5 (0-2) referto                                                    | Spagna | Yubileyny Sports Palace |
| Saadouni 33'57'’ Marcatori 2'06'’ , 15'56'’ Pola 27'04'’ V. López 28'16'’ Ossorio 34'43'’ L. López |             |                                                                        |        |                         |
| |             |                                                                        |        |                         |
| Saadouni 33'57'’                                                                                   | Marcatori   | 2'06'’, 15'56'’ Pola 27'04'’ V. López 28'16'’ Ossorio 34'43'’ L. López |        |                         |

| San Pietroburgo 9 dicembre 2008, ore 17:00 UTC+3              | Ucraina   | 3 – 0 (1-0) referto | Kazakistan | Yubileyny Sports Palace |
| Havrylenko 2'54'’ D. Sorokin 20'37'’ Kločko 39'28'’ Marcatori |           |                     |            |                         |
|                                                               |           |                     |            |                         |
| Havrylenko 2'54'’ D. Sorokin 20'37'’ Kločko 39'28'’           | Marcatori |                     |            |                         |

| San Pietroburgo 11 dicembre 2008, ore 15:00 UTC+3       | Spagna    | 2 – 1 (1-1) referto | Ucraina | Yubileyny Sports Palace |
| Pola 8'51'’ Campos 35'53'’ Marcatori 14'05'’ Kolesnikov |           |                     |         |                         |
|                                                         |           |                     |         |                         |
| Pola 8'51'’ Campos 35'53'’                              | Marcatori | 14'05'’ Kolesnikov  |         |                         |

| San Pietroburgo 11 dicembre 2008, ore 15:00 UTC+3                                                                   | Kazakistan | 1 – 6 (0-3) referto                                                                        | Paesi Bassi | Yubileyny Sports Palace |
| Dovgan 1'12'’ Marcatori 8'53’ El Adel 9'15'’ , 33'28'’ Attaibi 12'05'’ Saadouni 29'58'’ El Allouchi 31'30'’ Huisman |            |                                                                                            |             |                         |
| |            |                                                                                            |             |                         |
| Dovgan 1'12'’ | Marcatori  | 8'53’ El Adel 9'15'’, 33'28'’ Attaibi 12'05'’ Saadouni 29'58'’ El Allouchi 31'30'’ Huisman |             |                         |

### Fase a eliminazione diretta
|  | Semifinali | Semifinali | Semifinali |        |        | Finale | Finale | Finale |  |
|  |            |            |            |        |        |        |        |        |  |
|  | 1A         | Russia     | 1          |        |        |        |        |        |  |
|  | 1A         | Russia     | 1          |        |        |        |        |        |  |
|  | 2B         | Ucraina    | 0          |        |        |        |        |        |  |
|  | 2B         | Ucraina    | 0          |        | Russia | Russia | 5      |        |  |
|  |            |            |            |        | Russia | Russia | 5      |        |  |
|  |            |            | Italia     | Italia | 4      |        |        |        |  |
|  | 1B         | Spagna     | Italia     | Italia | 4      | 0      |        |        |  |
|  | 1B         | Spagna     |            |        |        |        |        |        |  |
|  | 2A         | Italia     | 1          |        |        |        |        |        |  |

#### Semifinali
| Arbitri: | Tommi Grönman Gábor Kovács |

|  |           |                   |
|  | Marcatori | 15'46'’ Bordignon |

| Arbitri: | Gerd Bylois Jan Kresta |

|                   |           |  |
| Prudnikov 33'15'’ | Marcatori |  |

#### Finale
| Arbitri: | Danijel Janošević Borut Šivic |

|                                                                    |           |                                                      |
| Lyskov 12'15'’, 41'28'’ Kutuzov 15'32'’, 46'03'’ Nugumanov 44'53'’ | Marcatori | 25'31'’ Lima 34'46'’ Fantecele 43'02'’, 43'24'’ Coco |